# ميغيل سانز
ميغيل سانز هو بروفيسور وسياسي إسباني، ولد في 16 سبتمبر 1952 في Corella, Spain ‏ في إسبانيا. نشط حزبياً في Navarrese People's Union ‏. وقد انتخب mayor of Corella ‏ (23 يونيو 1983 – 25 يونيو 1991) وانتخب Member of the Parliament of Navarre ‏ (8 مايو 1983 – 22 مايو 2011) وانتخب رئيس نافار ‏ (18 سبتمبر 1996 – 1 يوليو 2011).